# 帕普林齊
49°38′29″N 27°41′39″E / 49.64139°N 27.69417°E
帕普林齊（烏克蘭語：Паплинці）是位於烏克蘭西部的村莊，由赫梅利尼茨基州裡赫梅利尼茨基區的舊西尼亞瓦市鎮負責管轄。該村始建於1350年，面積4.7平方公里，海拔高度302米，2001年人口927。